# 유희왕 극장판 : 시공을 초월한 우정
《유희왕 극장판: 시공을 초월한 우정》은 일본 TV 도쿄 계열의 애니메이션 유희왕 시리즈의 10주년을 기념해 만든, 두 번째 극장판 애니메이션이다.

## 등장인물
- 무토우 유우기

유희왕 듀얼몬스터즈 시리즈의 주인공. 무토우 유우기는 할아버지가 선물로 준 천년퍼즐을 다 맞추어 어둠의 인격을 얻게 된다. 후속작(gx,5d's)에선 전설의 듀얼리스트로 간주된다. 덱은 마법사+전사족. 에이스 몬스터는 '블랙매지션'
- 무토우 스고로쿠

유희왕 듀얼몬스터즈 시리즈의 등장인물이며, 무토우 유우기의 할아버지이다. 도미노 시에서 게임가게를 운영 하신다.
- 페가수스.j.크로포드

유희왕 듀얼몬스터즈 1기의 최종보스. 듀얼몬스터즈의 창시자이다. 그는 무토우 유우기와 같이 천년 아이템을 가지고 있다.(천년안) 덱은 툰덱을 사용하고 에이스 몬스터로는 '새크리파이스'.
- 유우키 쥬다이

유희왕 GX의 주인공. 어렸을때부터 히어로를 존경 했던 것 때문인지 E-HERO덱을 사용한다. 3기에서 유벨과의 듀얼을 통해 전생의 기억을 되찾고 유벨과 초융합 한다. 에이스 몬스터로는 '엘리멘틀 히어로 네오스'.
- 다이토쿠지 선생

유희왕 GX의 연금술 선생님. 쥬다이와의 듀얼 후 육체가 소멸해 자신의 애완 고양이 파라오의 육체안에 들어갔다. 그후 쥬다이와 함께 바람을 따라 여행을 같이 떠나게 된다.
- 유벨

유희왕 GX 3기의 최종보스. 전생에는 평범한 인간이였는데 적국의 침입이 잦아 직접 몬스터가 된다. 주로 유벨은 얀데레 성격을 띄고 있으며, 쥬다이와 함께 초융합해, 쥬다이와 함께 있을 수 있게 된다.
- 후도 유세이

유희왕 5d's의 주인공 네오 도미노 시티가 아니라 빈민가인 새틀라이트 출신이다. 포춘 컵에서 잭 아틀라스를 이겨 듀얼 킹이 되어 시티와 새틀라이트를 합치게 된다. 덱은 싱크론+워리어 덱. 에이스 몬스터로는 '스타더스트 드래곤'.
- 잭 아틀라스

유희왕 5d's의 등장인물. 역시 후도 유세이와 같은 새틀라이트 출신이다. 포춘 컵에서 유세이에게 진 이후 듀얼 킹에서 물러가고 갈망하게 되지만 칼리의 도움으로 자존심을 회복 후 다시 듀얼 킹이 된다. 덱은 레드 데몬즈 덱이고 에이스는 '레드 데몬즈 드래곤'.
- 크로우 호건

유희왕 5d's의 등장인물 역시 또한 새틀라이트 출신이다. 전에는 유세이 잭 키류 쿄스케와 함께 팀 세틱스펙션에 있다가 키류와 싸우고 팀을 나갔다. 그후 유세이 잭 루아 루카 아키을 만나 팀 5d's에 합류한다. 덱은 BF(블랙페더) 에이스 몬스터로는 '블렉페더 드래곤'.
- 루카

유희왕 5D'S의 등장인물. 루아와 쌍둥이 남매이다. 루카는 어렸을적 에이션트 페어리 드래곤을 만났다. 하지만 그후 기억을 잃었지만, 다시 에이션트 페어리 드래곤을 만나게 되면서 기억을 되찾는다. 에이스 몬스터로는 '에이션트 페어리 드래곤'
- 루아

유희왕 5D'S의 등장인물 루카와의 쌍둥이 남매이다. 극중에서는 루아는 작중에서 너무 많이 졌다. 하지만 기적적으로 질뻔 하다가 살아남아 라이프 스트림 드래곤을 소환해 작중 처음으로 듀얼에서 승리하였다.
에이스 몬스터로는 초반에는 '파워 툴 드래곤' 후반에서는 '라이프 스트림 드래곤'
- 이자요이 아키

유희왕 5D'S의 등장인물. 어렸을적 자신이 가지고 있던 초능력 때문에 주변 사람들이 다치고 파괴되었다. 이러한 자신의 초능력 때문에 파괴를 즐거워 하는 인격이 생겨났다. 하지만 포춘 컵에서 유세이와의 듀얼로 마음을 풀었다. 하지만 다시 세뇌에 걸려 파괴을 즐거워 하는 인격이 또 다시 께어났다. (물론 잠시동안이다.) 에이스 몬스터로는 '블랙로즈 드래곤'.
- 패러독스

아주 먼 "파괴될 미래"에서 온 인물. 그는 과거 자체을 없애, 미래가 파괴되는 운명을 막고자 하였다. 하지만 주인공 3인방에서 저지 당한다. 덱은 신(sin)덱이고 에이스 몬스터로는 'sin 페러독스/트루스 드래곤'

### 한국어 성우진
유희왕 듀얼몬스터즈 (1~4기)
- 엄상현 - 유희 역
- 구자형 - 어둠의 유희 역
- 홍시호 - 페가시스・J・크로포드
- 최낙윤 - 유별난

유희왕 듀얼몬스터즈 GX (1~3기)
- 김장 - 쥬다이
- 이미나 - 유벨
- 서원석 - 아라미스

유희왕 5D's (1~3기)
- 신용우 - 유성
- 김민정 - 아키
- 김승준 - 잭
- 박서진 - 크로우
- 서유리 - 루아
- 김성연 - 루카
- 최낙윤 - 패러독스